# پرازین
پرازین (Taxilan) یک ضدروان‌پریشی تیپیکال با قدرت متوسط از کلاس فنوتیازین‌ها است. این ماده کاملاً شبیه کلرپرومازین است و به عنوان آنتاگونیست دوپامین عمل می کند.